# トラケパケ
トラケパケ（Tlaquepaque）は、メキシコのハリスコ州の市であり、基礎自治体である。市の人口は約57万人（2010年）、面積は270.88平方キロメートルである。トラケパケ基礎自治体はグアダラハラ基礎自治体の南に隣接し、グアダラハラ都市圏の一部を形成する。

## 概要
かつてトラケパケはグアダラハラ郊外の農村だったが、都市圏の拡大に伴い一体化した。しかし現在でも農地は残っており、とうもろこし、さつまいも、玉ねぎなどを産出している。特産品として陶器やガラス細工が有名である。

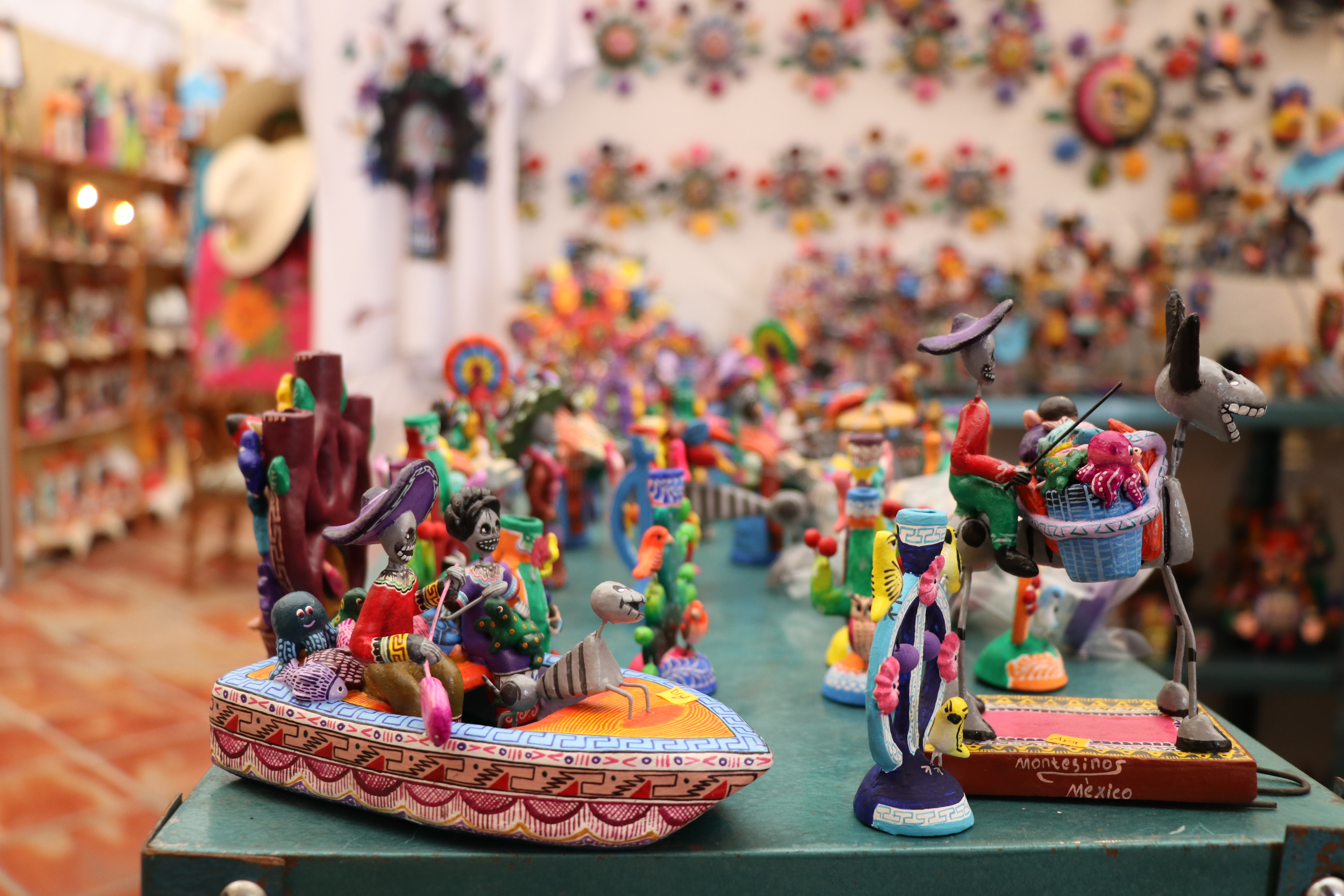
陶器の民芸品

## 交通

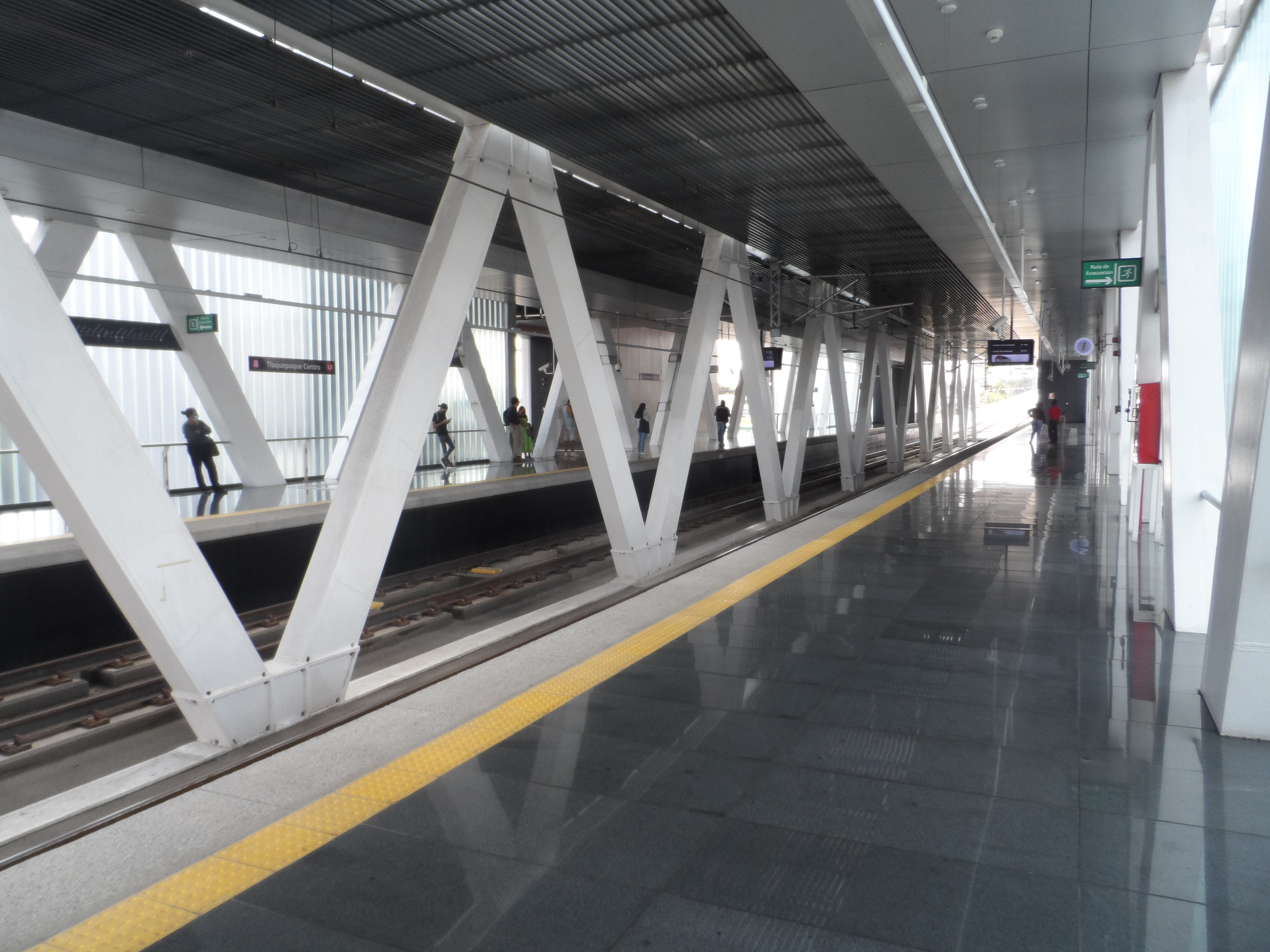
トラケパケ中央駅

グアダラハラ地下鉄3号線が乗り入れている。

## 姉妹都市
- グレンデール（アメリカ合衆国、カリフォルニア州）